# The wild east - portræt af en storbynomade
|  | Denne artikel er oprettet af botten PalnaBot ud fra en ekstern database. Den kan derfor have sproglige fejl eller mangler. Denne skabelon kan fjernes efter kontrol af indholdet. |

The wild east - portræt af en storbynomade er en portrætfilm fra 2002 instrueret af Michael Haslund-Christensen efter manuskript af Jens Arentzen, Nikolaj Scherfig og Dunja Gry Jensen.

## Handling
Portræt af 25-årige Jenya, halvt mongol og halvt russer, og hans liv i Mongoliets hovedstad Ulan Bator, hvor man skal omstille sig til vestlig markedsøkonomi.